# Myrosław Marusyn
Myrosław Marusyn (ukr. Мирослав Марусин, pol. Mirosław Stefan Marusyn; ur. 26 czerwca 1924 w Kniażach, zm. 21 września 2009 w Rzymie) – duchowny greckokatolicki, wyświęcony na księdza w 1948 r. W roku 1974 mianowany tytularnym biskupem Cadi i wiceprezydentem Komisji ds. Kodyfikacji Wschodniego Prawa Kanonicznego. W 1982 r. podniesiony do godności arcybiskupa tytularnego Cadi i przeniesiony na stanowisko sekretarza Kongregacji ds. Kościołów Wschodnich. Przeszedł na emeryturę w 2001 r.